# Nekrolog 1415
Nekrolog
◄◄
| ◄
| 1411
| 1412
| 1413
| 1414
| 1415 | 1416 | 1417 | 1418 | 1419 | ► | ►►
Weitere Ereignisse | Allgemeiner Nekrolog 1415
Die Beschreibung der verstorbenen Person sollte so kurz wie möglich gehalten sein und nur deren signifikante Tätigkeit(en) enthalten.
Neue Namen ggf. auch unter dem Geburts- und Sterbedatum, also etwa unter 1. Januar und im Geburts- und Sterbejahr (2024) eintragen (nur bei entsprechender großer Wichtigkeit). Für Beispiele siehe die schon vorhandenen Artikel.
Außerdem über die fünf zuletzt Verstorbenen, zu denen es einen ausreichend guten Artikel für eine Präsentation auf der Hauptseite gibt, nach der todesbedingten Überarbeitung der Artikel ggf. auch unter Wikipedia Diskussion:Hauptseite informieren und sie am besten auch in den anderen Wikipedia-Sprachversionen eintragen. Tipp: Regelmäßig bei news.google.de nach „ist tot“, „gestorben“ oder „verstorben“ suchen.
Wenn eine Person gestorben ist, gibt es viele Seiten zu dieser Person in der Wikipedia, die davon auch betroffen sind und entsprechend aktualisiert werden müssen. Beispiele: Namenübersichtsseite, Geburtsjahr, Geburtsort-Seiten und viele mehr.
Wie finde ich die betroffenen Seiten?
Im Suchfeld auf der linken Seite gibt man den Suchbegriff so ein: „Vorname Nachname“. Dann klickt man auf Volltext und alle Seiten mit entsprechendem Suchtext werden aufgerufen. Hier sieht man dann schnell, wo auch das Todesjahr Sinn macht oder sogar ein Teil des Artikels angepasst werden muss. Auch hilft das „Werkzeug“ auf der linken Seite sehr gut, um solche Seiten aufzufinden: „Links auf diese Seite“. Somit ist die Wikipedia wieder aktuell in allen Bereichen! Hinweis: bei Eintragung der Kategorie „Gestorben JAHR“ wird der Missbrauchsfilter 49 ausgelöst, was jedoch nicht schlimm ist. Siehe: Spezial:Missbrauchsfilter/49
Dies ist eine Liste von im Jahr 1415 verstorbenen bekannten Persönlichkeiten. Die Einträge erfolgen innerhalb der einzelnen Daten alphabetisch sortiert. Tiere sind im Nekrolog für Tiere zu finden.

## März
| Tag  | Name           | Beruf, bekannt als | Alter | Beleg |
| ---- | -------------- | ------------------ | ----- | ----- |
| März | Johan Maelwael | flämischer Maler   |       |       |

## April
| Tag       | Name               | Beruf, bekannt als                                                                                 | Alter | Beleg |
| --------- | ------------------ | -------------------------------------------------------------------------------------------------- | ----- | ----- |
| 7. April  | Hinrich Westhof    | Bürgermeister der Hansestadt Lübeck                                                                |       |       |
| 12. April | Walram III.        | Graf von Saint-Pol und Ligny sowie Herr von Roussy und Beauvoir                                    |       |       |
| 15. April | Manuel Chrysoloras | byzantinischer Gelehrter der Frührenaissance und Förderer der griechischen Literatur in Westeuropa |       |       |

## Juni
| Tag     | Name                                 | Beruf, bekannt als     | Alter | Beleg |
| ------- | ------------------------------------ | ---------------------- | ----- | ----- |
| 4. Juni | Heinrich IV. Heilsberg von Vogelsang | deutscher Fürstbischof |       |       |

## Juli
| Tag      | Name                  | Beruf, bekannt als                              | Alter | Beleg |
| -------- | --------------------- | ----------------------------------------------- | ----- | ----- |
| 6. Juli  | Jan Hus               | christlicher Reformator und Märtyrer            |       |       |
| 19. Juli | Philippa of Lancaster | Prinzessin von England und Königin von Portugal | 55    |       |

## August
| Tag        | Name                                        | Beruf, bekannt als         | Alter | Beleg |
| ---------- | ------------------------------------------- | -------------------------- | ----- | ----- |
| 5. August  | Richard of Conisburgh, 1. Earl of Cambridge | 1. Earl of Cambridge       |       |       |
| 5. August  | Henry Scrope, 3. Baron Scrope of Masham     | englischer Adliger         |       |       |
| 23. August | Wartislaw VIII.                             | Herzog von Pommern-Wolgast |       |       |

## September
| Tag           | Name                          | Beruf, bekannt als         | Alter | Beleg |
| ------------- | ----------------------------- | -------------------------- | ----- | ----- |
| 6. September  | Peter Mauley, 5. Baron Mauley | englischer Adliger         |       |       |
| 19. September | Friedrich IV. von Oettingen   | Fürstbischof von Eichstätt |       |       |

## Oktober
| Tag         | Name                                   | Beruf, bekannt als                                                                        | Alter | Beleg |
| ----------- | -------------------------------------- | ----------------------------------------------------------------------------------------- | ----- | ----- |
| 9. Oktober  | Johann XI. Kämmerer von Worms          | Kurpfälzer Hofmeister, Schultheiß und Burgamtmann                                         |       |       |
| 13. Oktober | Thomas Fitzalan, 12. Earl of Arundel   | englischer Adliger                                                                        | 34    |       |
| 25. Oktober | Charles I. d’Albret                    | Graf von Dreux; Vizegraf von Tartas; Connétable von Frankreich                            |       |       |
| 25. Oktober | Anton                                  | Herzog von Brabant                                                                        | 31    |       |
| 25. Oktober | Dafydd Gam                             | walisischer Adliger und Soldat                                                            |       |       |
| 25. Oktober | Eduard III.                            | Markgraf von Pont-à-Mousson und Herzog von Bar                                            | 38    |       |
| 25. Oktober | Edward of Norwich, 2. Duke of York     | Enkel des englischen Königs Eduard III.                                                   |       |       |
| 25. Oktober | Friedrich I. von Vaudémont             | Graf von Vaudémont, Herr von Rumigny (Rümmingen), Martigny, Aubenton, Boves und Joinville |       |       |
| 25. Oktober | Jean de Montaigu                       | Bischof von Chartres und Erzbischof von Sens                                              |       |       |
| 25. Oktober | Jean IV. de Bueil                      | Herr von Bueil-en-Touraine                                                                |       |       |
| 25. Oktober | Johann I.                              | Herzog von Alençon und Graf von Le Perche                                                 | 30    |       |
| 25. Oktober | Johann VI.                             | Graf von Roucy und Braine                                                                 |       |       |
| 25. Oktober | Philipp II. von Nevers                 | Graf von Nevers und Rethel                                                                | 25    |       |
| 25. Oktober | Michael de la Pole, 3. Earl of Suffolk | englischer Adeliger                                                                       |       |       |
| 25. Oktober | Robert von Bar                         | Graf von Soissons und Marle                                                               |       |       |

## November
| Tag          | Name                                           | Beruf, bekannt als                                    | Alter | Beleg |
| ------------ | ---------------------------------------------- | ----------------------------------------------------- | ----- | ----- |
| 3. November  | William Zouche, 4. Baron Zouche of Haryngworth | englischer Adeliger                                   |       |       |
| 30. November | Anna von der Pfalz                             | pfälzische Prinzessin, durch Heirat Herzogin von Berg |       |       |

## Dezember
| Tag          | Name                            | Beruf, bekannt als                                                  | Alter | Beleg |
| ------------ | ------------------------------- | ------------------------------------------------------------------- | ----- | ----- |
| 16. Dezember | Ulrich Trapp                    | Bischof von Seckau                                                  |       |       |
| 18. Dezember | Louis de Valois, duc de Guyenne | Herzog von Guyenne und Dauphin                                      | 18    |       |
| 25. Dezember | Bandello Bandelli               | italienischer Geistlicher, Kardinal der römisch-katholischen Kirche |       |       |

## Datum unbekannt
| Tag | Name                                   | Beruf, bekannt als                                                             | Alter | Beleg |
| --- | -------------------------------------- | ------------------------------------------------------------------------------ | ----- | ----- |
|     | Nicolas Roger de Beaufort              | französischer Adliger                                                          |       |       |
|     | Bernhard VI.                           | Herr von Lippe (1410–1415)                                                     |       |       |
|     | Deshin Shegpa                          | Lama                                                                           |       |       |
|     | Edo Wiemken der Ältere                 | Häuptling der Gaue Östringen und Rüstringen sowie über Bant und das Wangerland |       |       |
|     | Jakub Matějův ze Soběslavi             | tschechischer Gelehrter                                                        |       |       |
|     | Michael de la Pole, 2. Earl of Suffolk | englischer Adliger                                                             |       |       |
|     | Rudolf von Mecklenburg-Stargard        | römisch-katholischer Bischof                                                   |       |       |
|     | Johann Lange                           | Bürgermeister der Hansestadt Lübeck                                            |       |       |